# Hipposideros curtus
Hipposideros curtus là một loài động vật có vú trong họ Dơi nếp mũi, bộ Dơi. Loài này được G. M. Allen mô tả năm 1921.